# 悲しきヒットマン
『悲しきヒットマン』は、山之内幸夫のルポルタージュであり、それを原作とした東映製作のヤクザ映画である。
1988年6月、徳間書店で刊行（徳間文庫でも再刊）。「悲しきヒットマン」というタイトルは、徳間書店が考えたものである。当時山口組の顧問弁護士であった著者が、「鉄砲玉」を通して見たヤクザ世界の内幕を書いたルポルタージュ本として話題になった。
東映は原作本のゲラを読んだ時点で映画化の方針を決め、窓口になる徳間書店に積極的に働きかけ、映画化権を獲得する。
映画以外にVシネマでも、『新・悲しきヒットマン2』（1997年、主演：今井雅之）、『悲しきヒットマン 蒼き狼』（2000年、主演：野村祐人）と2作品製作されている。

## 悲しきヒットマン
1989年9月9日に東映系で公開された。三浦友和主演。DVDがリリースされている（公式レンタル盤を含む）。
ドラマは一連の「山一抗争」がモデルとなっている。

### キャスト
- 三浦友和（高木昇）
- 萬田久子（宮沢良子）
- 松村雄基（河合周平）
- 長倉大介（東友也）
- 池波志乃（野本節子）
- 小沢和義
- 誠吾大志
- 星真理
- 本田博太郎（小池豊和）
- 睦五郎（新井栄）
- 片桐竜次（横山幹夫）
- 綿引勝彦（西川保夫）
- 品川隆二（細川）
- 山之内幸夫（山之内弁護士）
- 中村錦司（南原研助）
- 高樹陽子（アケミ）
- 正司歌江（食堂女主人）
- 松尾和美（スチュワーデス）
- 成田三樹夫（山川正男）
- 名高達郎（吉田征二）
- 誠直也 （木下秀政）

### スタッフ
- 監督： 一倉治雄
- 製作： 俊藤浩滋、高岩淡
- プロデューサー： 厨子稔雄
- 企画： 天尾完次
- 原作： 山之内幸夫
- 脚本： 松本功
- 脚色： 杉山義法
- 撮影： 浜田毅
- 美術： 佐野義和
- 編集： 市田勇
- 音楽プロデューサー： 高桑忠男
- 音楽： 大野雄二
- 助監督： 南光

## 新・悲しきヒットマン
1995年7月1日公開。ギャガ・コミュニケーションズ配給。石橋凌主演。

### キャスト
- 石橋凌（橘孝）
- 沢木麻美 （田島ユキ）
- 金山一彦（高山勇二）
- 山田辰夫（下山）
- 米山善吉（和田）
- 結城哲也（平川）
- 北見敏之 （溝橋）
- 山之内幸夫（吉村）
- 山本竜二、松本竜介、奈良坂篤　ほか

### スタッフ
- 監督：望月六郎
- 原作：山之内幸夫、高橋はるまさ
- 脚色：森岡利行
- 音楽監督&サックスプレイ：梅津和時
- 撮影：今泉尚亮
- 美術：沖村国男
- 照明：櫻井雅章
- 録音：佐藤幸哉
- 編集：島村泰司
- 助監督：中村和彦
- スクリプター・記録：松隈理恵
- 音響効果：柴崎憲治（サウンドボックス）
- ガンエフェクト：ブロンコ
- 刺青：栩野幸知
- MA：アオイスタジオ
- 現像：東映化学
- 企画・製作者：山地浩
- プロデューサー：千葉善紀、木村俊樹、結城哲也
- 製作プロダクション：エクセレントフィルム
- 製作・配給：ギャガコミュニケーションズ

## 新・悲しきヒットマン2
徳間ジャパンコミュニケーションズよりVHSで1997年7月4日発売。今井雅之主演。

## 悲しきヒットマン 蒼き狼
ミュージアムよりVHSで2001年3月21日発売。野村祐人主演。

### キャスト
- 野村祐人：龍神会組員 加納鉄次
- 金山一彦：龍神会組員 イサム(龍神会組長三好の実子)
- 嘉門洋子：小夜
- 山口仁：龍神会若頭 サエキ
- 水上竜士：ビューティフル・フェイス社長 トダ
- 小沢仁志：山東会若頭 沢田 ※友情出演
- 千葉真一：龍神会組長 三好 ※特別出演

### スタッフ
- 監督：横井健司
- 製作：北側雅司、中島仁、山之内幸夫
- 企画：鹿糖雅博、前田茂司
- 原作：山之内幸夫
- プロデューサー：柳瀬太郎、南雅史
- 企画協力：植松泰男、磯田一也
- 脚本：水上竜士
- 撮影：南正博
- 照明：大町昌路
- 録音：西岡正巳
- 美術：藤井章吾
- 音楽：遠藤浩二
- 音響効果：丹雄二
- 編集：田中博和、平田幸仁
- 助監督：多胡由章
- 制作担当：向井達矢
- キャスティング：富田敏家
- 衣裳：宮田弘子
- メイク：笠原洋子
- 殺陣：諸鍛冶裕太
- スチール：石川登栂子
- 方言指導：上村啓二、高畑しをり
- 制作：ミュージアムピクチャーズ
- 制作協力：楽映舎
- 製作：ミュージアム